# Vern-d'Anjou
Vern-d'Anjou är en kommun i departementet Maine-et-Loire i regionen Pays de la Loire i nordvästra Frankrike. Kommunen ligger i kantonen Le Lion-d'Angers som tillhör arrondissementet Segré. År 2018 hade Vern-d'Anjou 2 311 invånare.

## Befolkningsutveckling
Antalet invånare i kommunen Vern-d'Anjou
| Referens: INSEE |